# Vyškov
Vyškov (tyska: Wischau) är en stad i Södra Mähren i Tjeckien. Vyškov, som för första gången nämns i ett dokument från år 1141, hade 21 250 invånare år 2016.

## Administrativ indelning
Vyškov består av fjorton stadsdelar: Brňany (Brindlitz), Dědice (Dieditz), Hamiltony (Hamilton), Křečkovice (Kretschkowitz), Lhota, Nosálovice (Nosalowitz), Nouzka (Mels), Opatovice (Opatowitz), Pařezovice (Parschesowitz), Pazderna (Pasdern), Rychtářov (Richtersdorf), Vyškov-Město, Vyškov-Předměstí och Zouvalka.